# Proislandiana pallida
Proislandiana pallida är en spindelart som först beskrevs av Kulczynski 1908.  Proislandiana pallida ingår i släktet Proislandiana och familjen täckvävarspindlar. Inga underarter finns listade i Catalogue of Life.